# Marina Andersson
Marina Andersson, född Kurt 1964 i byn Enhil (Anhil, Yemişli) i Tur Abdin i sydöstra Turkiet, är en assyrisk/syriansk-svensk författare och poet. Sedan 1985 är hon bosatt i Sverige. Hon är sjuksköterska med specialistutbildning inom psykiatri.

## Biografi

Regionen Tur Abdin med födelsebyn Enhil.

Andersson har kristen assyrisk bakgrund, från sydöstra Turkiet. Hon föddes i byn Enhil, en av 35 mestadels syrisk-ortodoxt befolkade byar i Tur Abdin-området. På 1970-talet flyttade familjen till den större orten Midyat, för att Marina och hennes syskon skulle kunna få bättre utbildning.
Marina Andersson flyttade 1980 till Schweiz, medan resten av familjen emigrerade till Tyskland. Efter fem år i Schweiz flyttade hon vidare till Sverige, efter att ha träffat en landsman som redan var bosatt i Göteborg. Hon har därefter skilt sig och gift om sig; sammanlagt har hon tre barn.
2013 presenterades Farväl, välkommen hem, Anderssons debutbok. Den har beskrivits som en självbiografisk utvecklingsroman och reseskildring. Boken tar sin utgångspunkt i Anderssons tunga minnen när familjen tvangs överge mormodern för att söka vård för Anderssons dödssjuka mor i Europa.
Marina Anderssons böcker har ofta koppling till det gamla hemlandet, i Tur Abdin-området i sydöstra Turkiet. Hon har även, bland annat för Pärlan förlag, författat bilderböcker utifrån svenska förhållanden. Andersson använder ibland Marina Andersson-Enhil som författarnamn, och hon har samarbetat med illustratörer som Ulrica Daleroth och Sandra Petojevic.
2013 bidrog Andersson till programserien Min berättelse, producerad i samarbete med Lyssnarnas Sommarvärld och Sommar i P1. Hon hade det året varit kandidat just som "lyssnarnas sommarvärd". 2013 hördes hon också i P1-programmet Människor och tro. Andersson ägnar sig även åt författarsamtal på bibliotek och skolor.